# Zoi Agrafioti
Zoi Agrafioti (10 de noviembre de 2003) es una deportista griega que compite en natación sincronizada. Ganó una medalla de bronce en el Campeonato Europeo de Natación de 2022, en la prueba combinación libre.

## Palmarés internacional
| Campeonato Europeo | Campeonato Europeo | Campeonato Europeo | Campeonato Europeo |
| Año                | Lugar              | Medalla            | Prueba             |
| ------------------ | ------------------ | ------------------ | ------------------ |
| 2022               | Roma (Italia)      | Medalla de bronce  | Combinación libre  |